# اليوم العالمي لحق المعرفة
تم اقتراح إنشاء اليوم العالمي لحق المعرفة في 28 سبتمبر من عام 2002، وذلك في اجتماع لمنظمات حرية المعلومات من جميع أنحاء العالم في صوفيا في بلغاريا. وتحتفل منظمات حرية المعلومات والمدافعون عنها من جميع أنحاء العالم بهذا اليوم بإقامة أنشطة احتفالية، تهدف إلى رفع الوعي بحق الحصول على المعلومات. واختير هذا اليوم على إثر تأسيس الشبكة العالمية للمدافعين عن حرية المعلومات (FOIA) في بلغاريا. والتي تقوم على 4 مبادئ أساسية:
- الحق في الوصول إلى المعلومات أحد الحقوق الأساسية للتمتع بالحقوق الإنسانية الأخرى.
- الحق في المعلومات هو أساس الشفافية والمساءلة الحكومية.
- لايمكن للمواطنين التأثير على صنع القرار والسياسات الاجتماعية مالم يحترم حقهم في الوصول للمعلومة.
- ممارسة الحق في الوصول إلى المعلومة يلزمه إصدار قوانين ضامنة، وتنظم ممارسته وفق المعايير الدولية.[3]

## وصلات خارجية
- 28 September - The Right to Know Day
- FOIAnet - Right to Know Day